# Xứ tuyết
Xứ tuyết (tiếng Nhật: 雪国 Yukiguni, Tuyết quốc) là tiểu thuyết của văn hào Nhật Bản Kawabata Yasunari, được khởi bút từ 1935 và hoàn thành năm 1947. Trước khi xuất bản dưới dạng ấn phẩm hoàn chỉnh, tác phẩm đã được đăng tải thành nhiều kỳ trên nhật báo. Xứ tuyết được đánh giá là quốc bảo của nền văn học Nhật Bản. Cùng với Ngàn cánh hạc (千羽鶴 Senbazuru, Thiên vũ hạc) và Cố đô (古都 Koto, Cổ đô), Xứ tuyết đã mang lại cho tác giả giải thưởng Nobel văn học vào năm 1968, nhân kỷ niệm 100 năm (1868-1968) hiện đại hóa văn học Nhật Bản với công cuộc cải cách Minh Trị.

## Cốt truyện
Xứ tuyết mang âm hưởng truyền thống lữ hành của các thi nhân văn sĩ Nhật Bản từ xa xưa. Câu chuyện theo bước chân của chàng trai trẻ Shimamura du hành ngoạn cảnh và tắm suối nước nóng. Shimamura, sinh ra và lớn lên ở một khu phố thương mại của Tokyo, đã lập gia đình, nhưng lại say mê với cái đẹp như bị một huyền lực điều khiển, vì vậy chàng đam mê theo học nghệ thuật vũ đạo Tây phương và hoạt kịch. Là một chàng trai tài tử nhàn rỗi thiếu thành khẩn với chính mình, lại có đôi lúc khát vọng tự tìm hiểu bản thân thôi thúc, nên chàng thích lên miền núi một mình và đã ba lần lên xuống xứ tuyết phía Bắc Nhật Bản trong ba mùa khác nhau Xuân - Thu - Đông.
Trong lần thứ nhất vào thời điểm mở cửa mùa leo núi, mùa xuân bắt đầu với chồi non xanh thẳm và hương thơm ngát, chàng gặp nàng ca kỹ (geisha) Komako. Komako là một cô gái đại diện cho vẻ đẹp tràn trề nữ tính, mạnh mẽ, tương phản giữa thánh thiện và trần tục, giữa tỉnh táo và đam mê, giữa vẻ đẹp sáng ngời nét thơ ngây bên ngoài và sức trầm lắng của nội cảm. Cảm giác mà nàng đem lại cho Shimamura là sự tươi mát và thanh sạch tuyệt vời. Trong những đêm khi mà nàng giúp vui tiệc tùng bằng cách đánh đàn samisen cho những khách du hành, uống rượu say và mệt lả, nàng về bên Shimamura với sự nồng nhiệt khiến chàng rung động đến tận tơ lòng.
Con tàu đưa Shimamura vượt qua đường hầm đến xứ tuyết lần thứ hai để gặp lại Komako vào mùa đông, vài tuần trước khi mở mùa trượt tuyết. Trong ánh sáng mờ ảo, Shimamura mê mẩn ngắm khuôn mặt người thiếu nữ ngồi đối diện với chàng ngời lên trên tấm kính cửa sổ toa tàu, với vẻ đẹp vừa huyền ảo vừa siêu phàm, với sự duyên dáng kỳ lạ của khuôn mặt trôi qua phong cảnh ban đêm. Cô gái đó, chàng còn gặp lại ở vùng băng tuyết, chính là Yoko. Một cô gái với vẻ đẹp trong trắng và xa vời, mong manh và mờ ảo, tin cậy và thơ ngây ngay cả trong cách nàng thể hiện tình cảm với Shimamura, với giọng nói "truyền cảm, trong thanh và đẹp đến não lòng", khiến chàng mỗi lần tiếp xúc là mỗi lần khám phá thêm một nét quyến rũ nơi nàng.
Rồi những ngày đầu mùa thu với lá phong đỏ thắm, Shimamura lại rời Tokyo để đi nghỉ ở xứ tuyết. Ở đó, giữa hai người con gái xứ tuyết, trong khung cảnh của một vương quốc mà cảnh sắc, con người, phong tục, lối sống đều hồn hậu, chất phác và dịu dàng, chàng mẫn cảm sâu sắc trước cái đẹp nhưng lại đắn đo lưỡng lự giữa hai mối tình, một nặng về thể xác, một nặng về tâm hồn. Say đắm Komako nhưng trong Shimamura luôn hiện diện ánh sáng kỳ ảo lóe lên từ Yoko. Xúc cảm tình yêu của chàng dành cho Yoko ngày càng lớn dần khi chàng cảm nhận được cái mờ ảo và mong manh của vẻ đẹp khó diễn tả ấy, một vẻ đẹp chàng khao khát theo đuổi và nắm bắt cả đời. Trong khi Komako càng đến bên chàng thân thiết, gần gũi, mãnh liệt và hy sinh bao nhiêu, thì cứ mỗi lần rời xa xứ tuyết chàng lại thấy nàng biến mất không còn lưu lại chút dư tình trong tâm trí. Tình yêu của Shimamura với Komako bắt đầu chớm những giận hờn đầu tiên. Komako hoang mang không biết Shimamura còn yêu mình thật hay không, còn chàng cũng không sao hiểu nổi sự lạnh lùng của lòng mình, tại sao mình không thể sống được mãnh liệt, trọn vẹn và hy sinh trong dâng hiến không đòi hỏi chút gì trả lại như nàng.
Đúng vào lúc Shimamura quyết định rời xa trạm nước nóng ở xứ tuyết để tránh cơn bão lòng và cắt đứt duyên nợ một cách lặng lẽ thì mọi sự đã kết thúc trong bi thảm. Trong một buổi chiếu bóng tại một nhà kho gần nơi chàng ở, một đám cháy dữ dội đã xảy ra. Mặt đất rừng rực trong tia lửa và tàn tro bốc cao lên tận bầu trời đêm, một bầu trời với dải Ngân Hà lóng lánh trong ánh sáng đẹp một cách ma quái. Yoko, người yêu thuần khiết và mối tình lý tưởng của chàng đã chết trong đám cháy đó. Khi chàng chạy tới thì thấy thân hình bất động của Yoko với gương mặt thanh tú và thánh thiện trên đôi tay Komako, còn Komako thì lời nói như mê sảng và vẻ mặt như sắp hóa điên. Chàng lảo đảo ngẩng mặt lên trời và có cảm giác dải Ngân Hà trôi tuột vào trong người chàng với tiếng gầm thét dữ dội.

## Ý nghĩa

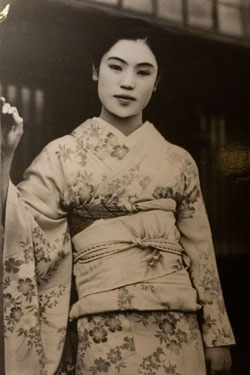
Onsen geisha Matsuei tại Yukiguni no Yado Takahan, Yuzawa, Nhật Bản, người mà Yasunari Kawabata đã gặp năm 1934, là hình ảnh để xây dựng nhân vật trong truyện

Đánh giá về tác phẩm, dịch giả người Pháp Armel Guerne cho rằng "Đây là một tác phẩm thuần túy Nhật Bản khác với lối tư duy trong ngôn ngữ phương Tây vốn nặng về gò bó duy lý. Nghệ thuật mờ ảo, cái Đẹp được miêu tả tinh tế lộng lẫy, lối kết cấu gần như vô hình". Quả thật, về phương diện kết cấu, Xứ tuyết có một cốt truyện đơn giản, nhưng nó thể hiện đỉnh cao mỹ học của Kawabata, một "thẩm mĩ của chiếc gương soi" như trước đó đã từng biểu hiện trong truyện ngắn nổi danh "Thủy nguyệt", thông qua cái nhìn huyền ảo hóa thế giới thực. Ngay đầu tác phẩm người đọc đã thấy vùng đất tuyết được miêu tả như một thế giới khác, ở bên kia đường hầm: Một đường hầm dài ngăn cách giữa hai vùng và đây đã là vào Xứ tuyết. Chân trời đã rạng trong bóng đêm. Con tàu chậm lại.... Từ đây Shimamura, một lữ khách u buồn, bước vào thế giới đó như bước vào truyện cổ tích, nơi mà mọi thứ đều xưa cũ với sàn nhà cũ, với tấm biển cũ rích của phòng trà, với chiếc mặt nạ cổ xưa, cỗ xe đã tròn một thế kỷ v.v. Nhưng đó không phải là một thế giới của cổ tích, của những yếu tố hoang đường mà là một thế giới được cảm nhận như một đối chứng với thế giới thực về bản ngã và cái đẹp.
Thi pháp ảo hóa cũng thể hiện trong tái họa nhân vật, nhân vật nữ - và cả đàn ông cũng vậy - trong các tác phẩm của Kawabata thường được phác thảo mờ nhạt và mong manh xét về mặt con người, họ chỉ được miêu tả như một yếu tố của khung cảnh được ghi lại qua sự cảm nhận của giác quan. Mặc dù Komako, theo Kawabata, là một nhân vật có thực và chính điều đó tạo sức sống sinh động tuyệt vời của nhân vật trong tác phẩm, nhưng qua cái nhìn huyền ảo của tác giả, hóa thân trong hình tượng nhân vật Shimamura, luôn thể hiện vẻ đẹp của Komako qua những tấm gương soi, qua ánh trăng hắt xuống và khi trực diện thì mọi chi tiết đều chiếu vào nhau, hóa lung linh.
Cứ thế, Xứ tuyết thực sự là bản giao hưởng ngân vang trong lòng người một nỗi u buồn, một hoài niệm về cái Đẹp, về cành hoa tuyết đã tan, về mối tình đã mất, và tất cả được tái họa trước mắt độc giả như trong một bức tranh thủy mạc với một ngôn ngữ miêu tả chính xác vô song, phản ánh được thế giới cảm giác rất riêng của tác giả. Cái nhìn huyền ảo xuyên suốt qua cõi thực và hư, nhưng Xứ tuyết không phải là một thế giới trong một tấm gương soi, mà quan trọng hơn là có một thế giới thực và một thế giới ảo cùng soi chiếu vào nhau, tồn tại trong nhau bằng những sắc màu lung linh, huyền ảo. Đó là sự tương giao của nội tâm và khung cảnh; của sự nối tiếp thời tiết Xuân, Đông rồi Thu; của sự hội ngộ và chia ly; của sự sống và cái chết; của màu tuyết trắng và màu lửa đỏ; của tình yêu thuần khiết và tình yêu đam mê. Ở nơi đó con người dường như đạt tới sự tự do về tinh thần trong hành trình tìm lại chính mình, với sự nảy nở của tình yêu và những rung động sâu xa trước cái mĩ lệ đang hiện hữu.

## Lịch sử phát hành

### Bản dịch Tiếng Việt
- Kawabata Yasunari, Xứ tuyết, Chu Việt dịch, Trình Bầy xuất bản, Sài Gòn, 1969.
- Kawabata Yasunari, Vùng băng tuyết, Giang Hà Vỵ dịch, Nhà xuất bản Mũi Cà Mau, 1988.
- Yasunari Kawabata, Xứ tuyết, Ngô Văn Phú và Vũ Đình Bình dịch, Nhà xuất bản Hội Nhà Văn, Hà Nội, 1995.
- Kawabata Yasunari, Xứ tuyết, Lam Anh dịch, IPM và Nhà xuất bản Hồng Đức, Hà Nội, 2018.

### Ngôn ngữ khác
- Kawabata, Yasunari (1952). Yukiguni . Iwanami Shoten Publishing. ISBN 4-00-310813-2. Revised in 2003.

- 1956, Snow Country. New York: Knopf. OCLC: 3623808. Paperback. (translated by Edward G. Seidensticker).
- 1957, Snow Country. Tokyo: Charles E. Tuttle. OCLC: 29197673. Paperback.
- 1986, Snow Country and Thousand Cranes. UK: Penguin. ISBN 0140181180. Paperback.
- 1996, Snow Country. New York: Vintage. ISBN 0-679-76104-7. Paperback.